# Limnichthys rendahli
Limnichthys rendahli är en fiskart som beskrevs av Parrott, 1958. Limnichthys rendahli ingår i släktet Limnichthys och familjen Creediidae. Inga underarter finns listade i Catalogue of Life.